# Beth Hart
Pour les articles homonymes, voir Hart.
Beth Hart, née le 24 janvier 1972, est une compositrice, chanteuse, pianiste et guitariste américaine qui est devenue célèbre avec le hit LA Song (Out of this Town), diffusé durant l’épisode 17 de la dixième et dernière saison de la série Beverly Hills 90210. Ses influences musicales sont le rock, le blues, le gospel, le jazz et la musique classique.

## Carrière musicale
Beth Hart commence à jouer du piano à l'âge de quatre ans. Plus tard, à l'école secondaire des Arts de la scène de Los Angeles, elle étudie le chant classique et le violoncelle. En 1993, elle fréquente régulièrement les clubs de Los Angeles.
Elle débute dans ces clubs avec le bassiste Tal Herzberg et le guitariste Jimmy Khoury.
En 1993, Beth Hart participe à l’émission de télé-crochet de Ed McMahon's Star Search. Elle remporte le premier prix dans la catégorie "meilleure chanteuse". La même année sort son premier album, Beth Hart and the Ocean of Souls, chez Razz Record. Il comprend Am I the One ? (qu’elle réenregistre pour l'album Immortal en 1996) ainsi qu’une reprise des Beatles, Lucy in the Sky with Diamonds.
En 1996 sort l’album Immortal  avec The Beth Hart Band.
En 1999 sort l’album Screamin' for My Supper (Atlantic, 1999), on y trouve LA Song (Out of This Town), qui atteint le top 5 aux États-Unis. La même année, elle interprète le rôle principal dans la comédie musicale Love, Janis, basée sur la correspondance entre Janis Joplin et sa mère.
En 2003 sort l’album Leave the Light On. L'album européen inclut des morceaux bonus tels que la ballade Learning to Live et un duo avec Barry Hay, I Don't Want to Be.
En 2005 sort le CD et le DVD Live at Paradiso. Le DVD comprend un documentaire bonus, Une journée dans la vie de Beth Hart. Elle dit de cette soirée : « C'était un concert au Paradiso aux Pays-Bas. J'avais beaucoup de succès à cette période aux États-Unis et au lieu d'en profiter, j'ai fait l'inverse, je me suis effondrée, j'étais accro aux drogues, j'étais très mal. J'ai mis environ un an et demi pour redevenir sobre. Quand je suis venue présenter le nouvel album, on m'a programmée dans une petite salle au Paradiso et les places se sont vendues très vite. C'était l'expérience la plus incroyable de ma vie, c'est comme si on m'avait donné une deuxième chance. Le public m'a fait pleurer ce soir-là, ils connaissaient les chansons par cœur et chantaient. Je me suis sentie revivre, j'étais sur un nuage. C'était formidable. ».
Elle enregistre également avec Born (It Hurts), Les Paul et Neal Schon (I Wanna Know You), et publie un certain nombre de singles non disponibles sur CD, dont Shine, Boogeyman et Setting Me Free.
L’album et le DVD 37 Days sortent en Europe en juillet 2007.  Le DVD reprend les sessions d’enregistrement du CD.
En 2009, vu le succès grandissant de Beth Hart, son premier album Beth Hart and the Ocean of Souls est réédité chez Razz Record.
Elle a interprété, avec Slash, Mother Maria. Cette chanson est sur la version iTunes de l'album solo de Slash.
Le single Learning to Live sort en mai 2010 : il figure dans l'album du même nom, et est utilisé comme thème musical dans l'émission Losing It with Jillian sur la BBC. Cet album marque le retour de Beth Hart dans les studios américains, qu'elle avait quittés depuis 2003. My California 2010.
En 2011, elle chante avec Joe Bonamassa sur No Love on the Street, paru sur son album Dust Bowl en mars 2011. En septembre de la même année sort l’album Don't Explain avec Bonamassa : un album de reprises, de classiques, de blues et de rock.
Le 20 février 2012 sort l'édition limitée digipak de Don't Explain avec quatre titres live (piano/voix) en bonus. C'est à cette occasion qu'elle revient en France pour la première fois depuis le 5 novembre 1996, lorsqu'elle assurait la première partie de Scorpions. La promotion de cet album l'entraîne de studios de radio en show cases (Virgin Megastore, Studio SFR) en passant par la télévision (sur Canal+ et dans Taratata).
Les concerts parisiens du New Morning, le 6 mars 2012, et de La Cigale le 20 juin, affichent complet en moins de quinze jours. En 2013, Beth Hart est de retour en France pour une tournée de près d'une dizaine de dates. Mike Tramp (chanteur de Mabel, Studs, White Lion et Freak of Nature) a assuré la première partie de plusieurs concerts dont l'Olympia le 28 mars 2013. L'Olympia, qui était un de ses rêves, et où elle fit venir sa mère. Compte-rendu du concert dans L'Express.
En 2014, elle fait une tournée en France et passe à Paris, Rennes, Toulouse, Nantes, Gémenos. Tournée 2016 : Vienne, Bayonne, Nîmes, Strasbourg, Lille, Lyon, Dijon, Clermont-Ferrand, Nantes, Paris…

## Entourage
Son groupe comprend le guitariste Jon Nichols, le bassiste Tom Lilly, et le batteur Todd Wolf.
Le guitariste Josh Gooch intègre le groupe lors de la tournée Don't Explain en 2012. Il est remplacé par PJ Barth pour la tournée 2012-2013 Bang Bang Boom Boom.
Le batteur Todd Wolf est remplacé par Bill Ransom lors de sa tournée European Fall Tour en 2013 pour l'album Seesaw.

Son manager est David Wolff.

### Vie privée
Beth Hart est mariée à Scott Guetzkow et réside à Los Angeles.

## Discographie

### Albums
- 1993 : Beth Hart and the Ocean of Souls (réédition CD en 2009)
- 1996 : Immortal
- 1999 : Screamin' for My Supper
- 2003 : Leave the Light On
- 2005 : Live at Paradiso (également disponible en DVD avec documentaires et bonus)
- 2007 : 37 Days (également disponible dans l'Union Européenne, un DVD vidéo des enregistrements en studio)
- 2010 : My California
- 2011 : Don't Explain (avec Joe Bonamassa[6])
- 2012 : Bang Bang Boom Boom (sortie américaine en avril 2013 avec en bonus : I'd Rather Go Blind (Jeff Beck/KCH 2012))
- 2013 : Seesaw (avec Joe Bonamassa)
- 2014 : Live in Amsterdam (avec Joe Bonamassa, concert du 22 juin 2013 sur CD, DVD et Blu-Ray)
- 2015 : Better Than Home (sortie 13 avril 2015 en Europe et le 14 pour le reste du monde)
- 2016 : Fire on the Floor (sortie 14 octobre 2016)
- 2018 : Black Coffee, avec Joe Bonamassa (sortie 26 janvier 2018)
- 2018 : Live from New York - Front and Center (concert du 7 mars 2017 au Iridium Jazz Club de New York City, sortie le 13 avril 2018 en combo CD/DVD avec un titre bonus et une interview sur le DVD)
- 2018 : Live at the Royal Albert Hall (en concert au Royal Albert Hall de Londres le 4 mai 2018)
- 2019 : War In My Mind (produit par Rob Cavallo, sortie le 27 septembre 2019)
- 2022 : A Tribute to Led Zeppelin (album hommage à Led Zeppelin)
- 2024 : You Still Got Me

### Singles
- Run (1996)
- Immortal (1996)
- Summer Is Gone (1996)
- God Bless You (1996)
- Am I The One (1996)
- LA Song (Out of This Town) (1999)
- Delicious Surprise (2000)
- Leave The Light On (2003)
- World Without You (2004)
- Learning To Live (2004) (single danois)
- Hiding Under Water (2005) (single européen)
- Good as it Gets (2007) (single européen)
- Over You (2007)
- Like You (And Everyone Else) 2010 (Scandinavie)
- Learning To Live 2010 (États-Unis)
- Life Is Calling 2010 (Europe)
- Love Is The Hardest 2010 (Scandinavie)
- Chocalate Jesus 2011 (Europe)
- I'll take care of you 2011 (Europe)
- Sister heroin 2012 (Angleterre)
- Take it easy on me (Angleterre)

### Collaborations
- En 2003, elle fait les chœurs sur Haunted, tiré de l’album Bananas de Deep Purple. C’est la première fois que le chanteur Ian Gillan est secondé par une autre voix.
- En 2005 : I Wanna Know You avec Les Paul and Neal Schon, sur l’album American Made World Played de Les Paul & Friends[7]
- En 2006 : I Gotta Right to Sing the Blues de Toots Thielemans sur l’album One More For The Road[8].
- En 2007 : It Hurts en duo avec Born (musicien danois), disponible sur la réédition de son premier album At the end of the day[9]
- En 2010 : Mother Maria, duo avec Slash paru sur l’album Download to Donate for Haiti.
- En 2011 : No Love on the Street. Beth Hart chante pour Joe Bonamassa sur l’album Dust Bowl[6].
- En 2011 :   Joe Bonamassa with Beth Hart - I'll Take Care of You